# Moonbyul
Moonbyul (hangeul : 문별), de son vrai nom Moon Byul-yi (hangeul : 문별이), née le 22 décembre 1992, est une rappeuse, chanteuse et danseuse sud-coréenne. Elle est membre du girl group Mamamoo. Elle élabore les chorégraphies et écrit la plupart des chansons du groupe.
Moonbyul a fait ses débuts en tant que membre de Mamamoo en juin 2014. En mai 2018, elle a fait ses débuts en tant qu'artiste solo avec le single Selfish, mettant en vedette Seulgi de Red Velvet. Elle a sorti son premier EP, Dark Side of the Moon, le 14 février 2020.

## Biographie
Moonbyul est né à Bucheon, Gyeonggido Corée du Sud. Elle a été acceptée à l'Institut Paekche des Arts pour la musique médiatique et le chant en 2011.

## Discographie

### Extended plays
| Title                 | Details                                                                                   | Peak chart positions | Sales            |
| Title                 | Details                                                                                   | KOR                  | Sales            |
| --------------------- | ----------------------------------------------------------------------------------------- | -------------------- | ---------------- |
| Dark Side of the Moon | - Date de sortie : 14 février 2020 - Label: RBW - Format: CD, digital download, streaming | 2                    | - (KOR) : 77,201 |

### Reissues
| Title | Details                                                                                    | Peak chart positions | Sales            |
| Title | Details                                                                                    | KOR                  | Sales            |
| ----- | ------------------------------------------------------------------------------------------ | -------------------- | ---------------- |
| 門OON | - Date de sortie : 29 mai 2020 - Label : RBW - Format : Kihno, digital download, streaming | 7                    | - (KOR) : 36,929 |

### Single album
| Title                                                                        | Details                                                                                    | Peak chart positions | Sales |
| Title                                                                        | Details                                                                                    | KOR                  | Sales |
| ---------------------------------------------------------------------------- | ------------------------------------------------------------------------------------------ | -------------------- | ----- |
| Selfish                                                                      | - Date de sortie : 23 mai 2018 - Label : RBW - Format : Kihno, digital download, streaming | —                    | NC    |
| "—" denotes releases that did not chart or were not released in that region. |                                                                                            |                      |       |

### Singles

#### En tant qu'artiste principale
| Title                                    | Year           | Peak chart positions | Peak chart positions | Peak chart positions | Sales          | Album                 |
| Title                                    | Year           | KOR                  | KOR Hot,             | US World,            | Sales          | Album                 |
| As lead artist                           | As lead artist | As lead artist       | As lead artist       | As lead artist       | As lead artist | As lead artist        |
| ---------------------------------------- | -------------- | -------------------- | -------------------- | -------------------- | -------------- | --------------------- |
| "Selfish" (feat. Seulgi)                 | 2018           | 84                   | 82                   | —                    | NC             | Selfish and Red Moon  |
| "Weird Day" (낯선 날) (feat. Punch)      | 2020           | 96                   | 69                   | —                    | NC             | Dark Side of the Moon |
| "Eclipse" (달이 태양을 가릴 때)          | 2020           | 140                  | 84                   | 14                   | NC             | Dark Side of the Moon |
| Absence (부재)                           | 2020           | —                    | —                    | 12                   | NC             | 門OON                 |
| "—" denotes releases that did not chart. |                |                      |                      |                      |                |                       |

#### Collaborations
| Title                                    | Year | Peak chart positions | Peak chart positions | Peak chart positions | Sales            | Album  |
| Title                                    | Year | KOR,                 | KOR Hot              | US World             | Sales            | Album  |
| ---------------------------------------- | ---- | -------------------- | -------------------- | -------------------- | ---------------- | ------ |
| "Dab Dab" (with Hwasa)                   | 2016 | 69                   | —                    | —                    | - (KOR) : 31,040 | Memory |
| "—" denotes releases that did not chart. |      |                      |                      |                      |                  |        |

#### Featuring
| Title                                    | Year | Peak chart positions | Peak chart positions | Peak chart positions | Sales             | Album            |
| Title                                    | Year | KOR                  | KOR Hot              | US World             | Sales             | Album            |
| ---------------------------------------- | ---- | -------------------- | -------------------- | -------------------- | ----------------- | ---------------- |
| "Nothing" (Yoo Sung-eun feat. Moonbyul)  | 2015 | 16                   | —                    | —                    | - (KOR) : 128,199 | 2nd Mini Album   |
| "Happy Now" (HA:TFELT feat. Moonbyul)    | 2019 | —                    | —                    | —                    | NC                | Non-album single |
| "Say Yes " (Punch feat. Moonbyul)        | 2020 | 193                  | —                    | —                    | NC                | Non-album single |
| "'Greedyy" (JeA feat. Moonbyul)          | 2020 | —                    | —                    | —                    | NC                | Non-album single |
| "The Lady" (Bumkey feat Moonbyul)        | 2021 | __                   | __                   | __                   | NC                | Non-album single |
| "—" denotes releases that did not chart. |      |                      |                      |                      |                   |                  |

### Apparait dans les albums suivants
| Title                                             | Year | Peak chart positions | Peak chart positions | Peak chart positions | Sales            | Album                                |
| Title                                             | Year | KOR                  | KOR Hot              | US World             | Sales            | Album                                |
| ------------------------------------------------- | ---- | -------------------- | -------------------- | -------------------- | ---------------- | ------------------------------------ |
| "Like Yesterday" (어제처럼) (avec Solar)          | 2015 | 54                   | —                    | —                    | - (KOR) : 33,185 | Two Yoo Project Sugar Man OST Part.6 |
| "Deep Blue Eyes" (dans le groupe Girls Next Door) | 2017 | —                    | —                    | —                    | - (KOR) : 16,514 | Idol Drama Operation Team OST        |
| "—" denotes releases that did not chart.          |      |                      |                      |                      |                  |                                      |

### Autre musique
| Title                    | Year | Peak chart positions | Peak chart positions | Peak chart positions | Sales             | Album |
| Title                    | Year | KOR                  | KOR Hot              | US World             | Sales             | Album |
| ------------------------ | ---- | -------------------- | -------------------- | -------------------- | ----------------- | ----- |
| "Love and Hate" (구차해) | 2017 | 51                   | —                    | —                    | - (KOR): 61,384,. |       |

## Filmographie

### Télévision
| Année | Chaîne     | Émission                           | Date de diffusion                                                |
| ----- | ---------- | ---------------------------------- | ---------------------------------------------------------------- |
| 2014  | KBS2       | Hello Counselor                    | 11 août                                                          |
| 2014  | KBS2       | Spécial Chuseok                    | 8 septembre                                                      |
| 2015  | KBS2       | Immortal Songs: Singing the Legend | 10 janvier, 14 février, 28 février, 4 avril, 29 août, 31 octobre |
| 2015  | Mnet       | 야만TV                             | 26 janvier                                                       |
| 2015  | MBC every1 | Weekly Idol                        | 2 septembre                                                      |
| 2016  | MBC every1 | Showtime Mamamoo x GFriend         | 7 juillet                                                        |
| 2016  | KBS2       | Immortal Songs: Singing the Legend | 27 février, 30 avril 12 novembre, 31 décembre                    |
| 2017  | KBS        | Idol Drama Operation Team          | 29 mai-25 juin                                                   |
| 2017  | Mobidic    | Beer Lovers Trip                   | 10 août                                                          |
| 2017  | KBS        | Battle Trip                        | 2 décembre                                                       |
| 2017  | KBS2       | Immortal Songs: Singing the Legend | 17 juin, 16 décembre                                             |
| 2018  | KBS2       | Immortal Songs: Singing the Legend | 14 avril                                                         |
| 2018  | MBC        | King of Mask Singer                | 25 novembre                                                      |
| 2019  | KBS        | In-Sync                            | mars-avril                                                       |
| 2019  | KBS2       | Immortal Songs: Singing the Legend | 5 octobre                                                        |
| 2020  | MBC        | Idol Star Dogs Championship        | 1 octobre                                                        |
| 2022  | JTBC       | The Second World                   | 30 août - 8 novembre                                             |

### Émissions de radio
| Année     | Chaîne    | Émission          | Rôle                       |
| --------- | --------- | ----------------- | -------------------------- |
| 2020-2021 | Naver.Now | Avengirl          | Présentateur de l'émission |
| 2021      | Naver.Now | Studio Moon Night | Présentateur de l'émission |